# Юркинский сельский округ (Московская область)
Юркинский сельский округ — упразднённая административно-территориальная единица, существовавшая на территории Талдомского района Московской области в 1994—2006 годах.
Припущаевский сельсовет был образован в первые годы советской власти. По данным 1923 года он входил в состав Нушпольской волости Ленинского уезда Московской губернии.
В 1924 году к Припущаевскому с/с был присоединён Медведковский с/с.
31 марта 1924 года в связи с ликвидацией Нушпольской волости Припущаевский с/с вошёл в состав Ленинской волости.
В 1926 году Припущаевский с/с включал деревни Медведково, Пенкино, Припущаево и Солнишники, а также хутор Завертяиха.
В 1929 году Припущаевский с/с был отнесён к Ленинскому району Кимрского округа Московской области.
27 декабря 1930 года Ленинский район был переименован в Талдомский район.
15 февраля 1952 года из Припущаевского с/с в Григоровский было передано селение Солнишники. Одновременно из упразднённого Ахтимнеевского с/с в Припущаевский были переданы селения Доброволец, Пенкино и Юркино.
21 мая 1959 года к Припущаевскому с/с были присоединены селения Айбутово, Артемьево, Дмитровка, Ельцыново, Есаулово, Калинкино, Костенёво, Кунилово, Леоново, Лютиково и Пашино упразднённого упразднённого Куниловского с/с, а также селения Григорово, Дубровки, Пригары, Рассадники, Серебренниково, Солонишники и хутор Дубки упразднённого Григоровского с/с. Одновременно в Припущаевском с/с был образован посёлок Северный.
1 февраля 1963 года Талдомский район был упразднён и Припущаевский с/с вошёл в Дмитровский сельский район. 11 января 1965 года Припущаевский с/с был возвращён в восстановленный Талдомский район.
20 декабря 1966 года в Припущаевском с/с посёлок Северный получил статус рабочего посёлка и был выведен из состава Припущаевского с/с.
30 мая 1978 года в Припущаевском с/с было упразднено селение Медведки.
19 марта 1982 года из в Припущаевского с/с в Великодворский было передано селение Дубровки.
23 июня 1988 года в Припущаевском с/с были упразднены деревни Артемьево и Солонишники.
15 апреля 1992 года центр Припущаевского с/с был перенесён в селение Юркино, а сам сельсовет переименован в Юркинский сельсовет.
3 февраля 1994 года Юркинский с/с был преобразован в Юркинский сельский округ.
В ходе муниципальной реформы 2004—2005 годов Юркинский сельский округ прекратил своё существование как муниципальная единица. При этом его населённые пункты были переданы частью в городское поселение Северный, частью в сельское поселение Гуслевское, а частью в сельское поселение Ермолинское.
29 ноября 2006 года Юркинский сельский округ исключён из учётных данных административно-территориальных и территориальных единиц Московской области.